# Paño de velación
El paño de velación, que también se conoce como paño de carde o dosel nupcial, es una antigua tradición nupcial cristiana en la que se sostiene un paño sobre la cabeza de los novios durante la Bendición Nupcial. Simbolizando el «yugo matrimonial que une a la novia y el novio», es una sábana rectangular de lino o seda más pequeña que la jupá análoga del judaísmo, típicamente con un patrón rojo o un cordón rojo, y es de color blanco. San Isidoro de Sevilla explicó que el blanco representa la pureza del amor cristiano y conyugal, mientras que el rojo significa la continuación del linaje familiar.

## Uso
Tradicionalmente, el paño de velación tenía dos usos distintos durante la solemne bendición nupcial de la Misa. En primer lugar, se colocaría sobre los hombros del novio y sobre la cabeza y los hombros de la novia mientras se arrodillaban para bendecir. Este uso simbolizaba el yugo del matrimonio, que une a la pareja.
Alternativamente, el padrino y la dama de honor pueden colgar el paño de cuidado sobre la pareja arrodillada, o dos patrocinadores designados, cada uno sosteniendo un lado. Este uso sirve como un recordatorio para que la pareja mantenga el decoro y la privacidad, ya que los oculta parcialmente a la vista.
Durante los períodos formales, esta práctica tenía una función adicional. Si una pareja tuviera un hijo nacido fuera del matrimonio, colocar al niño bajo la tutela de los padres le conferiría legitimidad.

## Historia
La referencia al dosel nupcial se encuentra en la Biblia, en NRSV .
La mención del paño de velación se puede encontrar en el trabajo de John Brand Observations on the Popular Antiquities of Great Britain, que ilustra principalmente el origen de las costumbres, ceremonias y supersticiones vulgares y provinciales. Thomas Blount, en su Glossographia (1681), dice que en el Rito de Sarum, cuando había un matrimonio antes de la Misa, la pareja se arrodillaba junta con una fina tela de lino sobre sus cabezas durante la Misa. Permanecerían debajo de la tela hasta que recibieran la bendición, y luego serían despedidos, como escribió Juan.

### Velatio nuptialis
En la era de los Padres de la Iglesia, la velatio nuptialis sirvió como validación del Sacramento del Matrimonio por la Iglesia, confirmando aún más su significado.
El papa Siricio, durante la última parte del siglo IV, llamó la atención sobre el significado de la velatio, también conocida como el velo del dosel o jupá. Este concepto fue posteriormente referenciado en el Sacramentario Veronense, que fue compilado entre los siglos V y VII, y fue específicamente identificado como velatio nuptialis, en referencia al velo nupcial. Durante el período anglosajón, la bendición nupcial se realizaba normalmente con el uso de un velo, que era una pieza cuadrada de tela que se sostenía sobre la cabeza de los novios.
El uso del paño de velación como dosel hasta el siglo XIV está bien documentado. La evidencia que respalda esto incluye referencias a la adquisición de una sección de «tela de Lucca» en las «cuentas de vestuario» de Eduardo II de Inglaterra, así como su uso durante la misa nupcial de Ricardo II de Inglaterra e Isabel de Francia como velo para cubrir sus cabezas.
Para 1530, su uso había disminuido, aunque el paño de velación continúa usándose en ciertas liturgias de bodas tradicionales de las denominaciones cristianas occidentales.

#### Origen
El origen de la velatio nuptialis es incierto, y algunos proponen una conexión con las costumbres griegas y romanas. Sin embargo, el uso de un velo rojo (flammeum) para las novias en los matrimonios romanos está escasamente documentado en los Padres de la Iglesia y no se menciona en la liturgia antigua. La influencia grecorromana puede haber jugado un papel, ya que los términos latinos y griegos para el matrimonio (nubere, nuptiae connubium y νυμφίος) se relacionan con el concepto de velo. Las ceremonias de boda judías contemporáneas presentan un dosel ceremonial conocido como «jupá», que carece de un fuerte apoyo bíblico y puede haber sido influenciado por prácticas cristianas. El rabino Isaac ben Abba Mari del siglo XII desaprobó decididamente la incorporación de la práctica de cubrir con un paño a la pareja durante la bendición del matrimonio.

### Significado
El paño de velación o velo de novia tenía una gran importancia en la cultura occidental, tanto que fue la inspiración detrás del nombre del evento. En la Antigua Roma, una mujer usaba un velo rojo el día de su boda para simbolizar sus nuevas responsabilidades y su condición de mujer casada.
El término latino nubere, que significa «cubrir la cabeza», dio lugar a la palabra «nupcial». Los cristianos latinos adoptaron el velo ya en los años 300, y el velo se usaba para cubrir las cabezas de la novia y el novio, enfatizando sus responsabilidades maritales compartidas. Esta es la razón por la que el velo llegó a ser conocido como «paño de velación» en inglés, ya que la palabra «velar» originalmente significaba llevar una responsabilidad. En Europa, el velo de novia se hizo más popular que el velo después del Renacimiento.
En la cultura anglosajona, el care cloth («paño de cuidado») jugó un papel importante en las ceremonias de boda, ya que se creía que simbolizaba la pureza y la santidad de la unión entre la novia y el novio. El velo era una pieza cuadrada de tela que se sostenía sobre la cabeza de ambos individuos y también estaba destinado a ocultar el rubor de la novia.

## Costumbres análogas
El dosel en las ceremonias de boda británicas supuestamente se empleaba para ocultar el rubor de la novia, aunque los relatos históricos a partir de Eduardo lo describen como un velo. No obstante, no se puede considerar de manera concluyente como un precursor del velo, dado que las novias británicas no solían usar velo hasta los siglos XVIII y XIX.
Se pueden realizar tipos similares de ceremonias nupciales con dosel durante las bodas en diferentes sociedades, y pueden tener diferentes significados. La jupá, un dosel que se usa en las bodas judías, es otro ejemplo de una costumbre de dosel.
En Sri Lanka, se utiliza un dosel decorado conocido como «poruwa» durante la ceremonia de la boda, que sirve como plataforma donde la pareja puede sentarse o pararse.
En las bodas egipcias, la novia es escoltada a los baños la noche anterior a la boda bajo un dosel de seda. El día de la boda, la novia camina bajo un dosel de seda de colores brillantes como rosa, rosa o amarillo, a menudo rayado con dos colores, que es llevado por cuatro hombres usando un palo en cada esquina.
Los beduinos de Etiopía utilizaron un dosel para ocultar a la novia. Como parte de las costumbres nupciales chinas, se usaba un paraguas sagrado para proteger la cabeza de la novia de las fuerzas malévolas y salvaguardar esta delicada parte del cuerpo.
El mandapa de boda se refiere a un pabellón temporal construido específicamente con el propósito de realizar bodas hindúes o jainistas. Sirve como el lugar principal para llevar a cabo los principales rituales y ceremonias de la boda.